# Diacria (Eubea)
Diacria (en griego, Διακρία) fue una antigua ciudad griega de Eubea. 
Es mencionada por Licofrón, que dice que el territorio de los diacrios fue uno de los lugares donde, según las profecías de Alejandra, llegarían restos de naufragios de los helenos que debían regresar de la guerra de Troya.
Diacria en Eubea perteneció a la liga de Delos puesto que aparece al menos en las listas de tributos a Atenas de 429/8 a. C. y en 417/6 a. C.
Se desconoce su localización exacta, aunque se ha sugerido que podría identificarse con un demo de Eretria llamado Perea.